# 湊川車站
湊川站（日语：／ Minatogawa eki */?）是位於兵庫縣神戶市兵庫區，屬於神戶電鐵神戶高速線與有馬線的鐵路車站。車站編號為KB02。

## 歷史

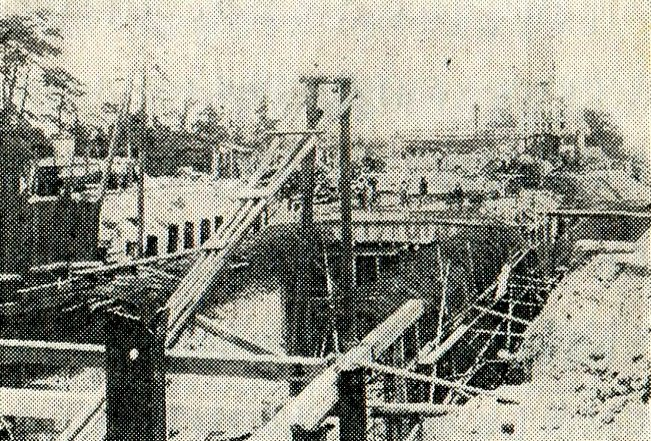
建設中的湊川站

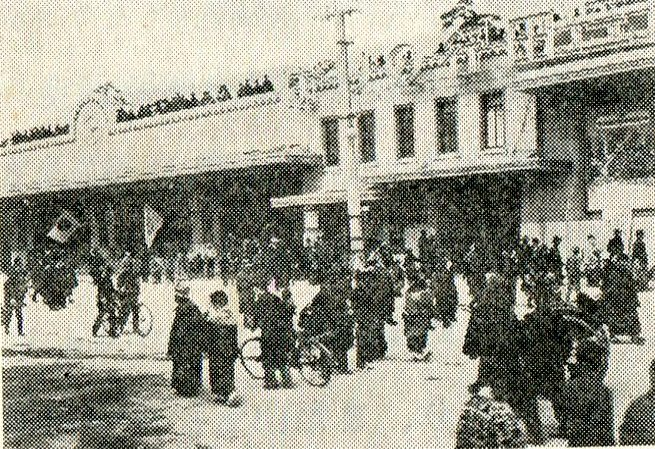
開業當時的湊川站

- 1928年（昭和3年）11月28日 - 開業[1][3]。
- 1968年（昭和43年）4月7日 - 神戶高速鐵道南北線開業，兩線開始直通運轉[1][3]。
- 1995年（平成7年）
  - 1月17日 - 受到阪神大地震影響，本站停止營運[4]。
  - 6月22日 - 復駛[4]。
- 2005年（平成17年） - 進行車站無障礙化工程，設置電梯。
- 2010年（平成22年）10月1日 - 從神戶高速鐵道南北線移交給神戶電鐵管理。
- 2014年（平成26年）4月1日 - 導入車站編號。

## 車站構造
島式月台1面2線的地下車站。車站大廳與驗票口位於地下1樓，月台位於地下2樓。月台有效長度原為6節車廂編成。但撤去離鈴蘭台方向最近的洗手間，設置電梯之後，月台長度現在為5節編成。

### 月台配置
| 月台 | 路線       | 方向 | 目的地                  |
| ---- | ---------- | ---- | ----------------------- |
| 1    | 神戶高速線 | 上行 | 往 新開地               |
| 2    | 有馬線     | 下行 | 往 有馬溫泉、三田、粟生 |

## 使用狀況
平成29年（2017年）度一日上車人次為6,077人。附近為繁華街區，且可以轉乘神戶市營地下鐵，因此乘客較多。

## 車站周邊
- 計程車招呼站
- 兵庫區役所[2]
- 兵庫公會堂
- 兵庫警察署[2]
- 兵庫消防署[2]
- 荒田公園
- 湊川公園（日语：湊川公園）[2]
- 神戶市立會下山小學校
- 神戶市立湊川中學校
- 神戶市立楠高等學校[2]
- 神戸學院大學附屬高等學校[2]
- 人工衛星饅頭
- 三井住友銀行 湊川分行

## 相鄰車站
神戶電鐵
 神戶高速線、有馬線
■特快速（只往新開地方向運行）、■急行
新開地（KB01）－湊川（KB02）－鈴蘭台（KB06）
■準急、■普通
新開地（KB01）－湊川（KB02）－長田（KB03）
與新開地站的站距為神戶電鐵中最短的。

## 外部連結
- 湊川 - 神戶電鐵